# Picassent
Picassent, en valencien et officiellement (Picasent en castillan), est une commune de la province de Valence, dans la Communauté valencienne, en Espagne. Elle est située dans la comarque de l'Horta Sud et dans la zone à prédominance linguistique valencienne. Sa population s'élevait à 20 420 habitants en 2013.

## Géographie

Localisation de Picassent
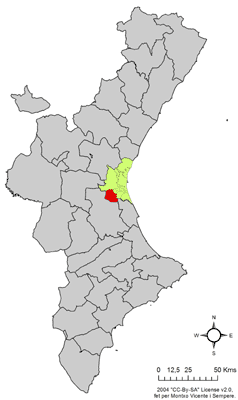
dans la Communauté valencienne.
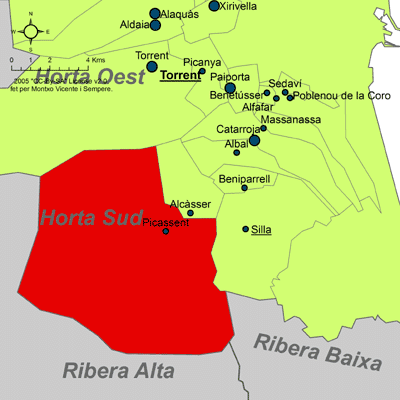
dans la comarque de l'Horta Sud.

### Localités limitrophes
Le territoire municipal de Picassent est voisin de celui des communes suivantes :
Alcàsser, Alfarp, Almussafes, Benifaió, Llombai, Montserrat, Silla et Torrent, toutes situées dans la province de Valence.

## Démographie
Picassent a 17 848 habitants (INE 2006).
| 1857  | 1887  | 1900  | 1910  | 1920  | 1930  | 1940  | 1950  | 1960  | 1970   | 1981   | 1991   | 1996   | 2001   | 2006   | 2013   |
| ----- | ----- | ----- | ----- | ----- | ----- | ----- | ----- | ----- | ------ | ------ | ------ | ------ | ------ | ------ | ------ |
| 2 643 | 3 313 | 4 052 | 4 500 | 4 898 | 5 322 | 6 007 | 6 974 | 8 433 | 11 143 | 13 691 | 14 604 | 15 438 | 16 333 | 17 848 | 20 420 |

## Administration
Liste des maires, depuis les premières élections démocratiques.
| Législature | Nom du Maire                   | Parti politique |
| ----------- | ------------------------------ | --------------- |
| 1979-1983   |                                |                 |
| 1983-1987   |                                |                 |
| 1987-1991   |                                |                 |
| 1991-1995   |                                |                 |
| 1995-1999   |                                |                 |
| 1999-2003   |                                |                 |
| Depuis 2003 | María Concepción García Ferrer | PSPV-PSOE       |